# Aceleradora de empresas
Una aceleradora de empresas (o también aceleradora de empresas emergentes, semillas o startups) es una institución para impulsar startups mediante un programa basado en convocatorias con un plazo de tiempo estipulado. Estos programas incluyen mentorización, formación intensiva, educación digital y tutorización por parte de la empresa. Todo el proceso concluye con un Demo Day o con un pitch público, que consiste en que cada startup presenta a inversores, socios y mentores los avances, tanto técnicos como comerciales, que han alcanzado durante el programa dando por finalizado su proceso de aceleración.
Aunque cada aceleradora tiene su propio formato de Demo Day, la agenda suele ser bastante similar. Cada startup dispone de 5 minutos para exponer su proyecto, seguido de un turno de preguntas.
Mientras que los modelos tradicionales de incubadoras empresariales surgían en su mayoría de órganos gubernamentales e iban enfocados a campos de la medicina y la tecnología como el ejemplo de los Centro Europeo de Empresas e Innovación (CEEI), en la actualidad las aceleradoras pueden ser de carácter público y privado.
El proceso por el que una startups pasa en un proceso de aceleración puede dividirse en cinco fases: Conciencia, Aplicación, Programa, Demo Day, Post Demo Day.

## Historia
Las aceleradoras nacen en 2005 en EE. UU. de la mano de Y Combinator en Cambridge Mass, que posteriormente se trasladó a Silicon Valley con Paul Graham. A estas startups le siguieron otras como TechStars en 2006 and Seedcamp en 2007.
Con el auge de la aparición de programas de aceleración en EE. UU., Europa decidió sumarse a la tendencia del ecosistema de startups, creando aceleradoras a nivel europeo como Seedcamp (con sede en Londres) y Startupbootcamp (aceleradora europea con programas de aceleración y oficinas situadas en Copenhague, Ámsterdam, Berlín, Israel, Estambul y Londres).
En el caso español, Business Booster fue la primera aceleradora nacional que surgió en 2010, lanzando su primera convocatoria en octubre de 2016. Encontramos, además, otras startups nacionales como Wayra, que tiene sedes ya en Madrid, Barcelona, Dublín, Múnich, Buenos Aires, Ciudad de México, Lima, y Santiago.
A nivel latinoamericano, las aceleradoras más conocidas serían 500 Startups (México), NXTP Labs en Argentina, y Start-Up Chile en Chile.

## Diferencias con las incubadoras
Las principales diferencias entre incubadoras empresariales y aceleradoras son:
1. Las startups son aceptadas y admitidas en distintas convocatorias o promociones (las aceleradoras no actúan según la demanda de sus servicios). El apoyo de las aceleradoras y el feedback que reciben los participantes de las promociones les proporciona una ventaja a dichas startups. Si la aceleradora no ofrece un espacio de trabajo común para todos sus tutorandos, los distintos equipos de startups se reunirán de forma periódica con la aceleradora.
2. Las convocatorias están abiertas para todo el mundo, pero son extremadamente competitivas. De hecho, Business Booster o Wayra tienen un ratio de aceptación de startups en sus programas de menos del 3 %.
3. La inversión semilla en una startups se suele intercambiar normalmente por acciones. Es muy común que esta inversión esté entre los 12 000 € y los 60 000 € a nivel europeo.
4. Las convocatorias y el mentoring suelen ir centrados para grupos pequeños, no para fundadores/personas únicas. Las aceleradoras consideran que una persona no puede abarcar todo el trabajo que conlleva una startup.
5. Las startups debe “graduarse” al acabar la promoción, normalmente pasados los tres meses (aunque hay aceleradoras como Business Booster que están cuatro meses, y otras hasta 6 meses). Durante este tiempo, las startups recibirán un curso intensivo de mentoring y práctica, que se espera que asienten y repitan. Normalmente todas las aceleradoras finalizan con el llamado “Demo Day”, en donde las startups presentan sus proyectos a inversores

## Mentor
El principal valor que obtiene el emprendedor de la aceleradora es el adquirido a través del mentoring, los contactos, y el hecho de haber sido escogido para el programa de aceleración. El modelo de negocio de las aceleradoras está basado en generar un retorno del dinero invertido en sus startups, nunca por alquileres ni honorarios por servicio.

## Espacio físico
No es necesario que las aceleradoras posean un espacio físico, pero muchas lo tienen.

## Aceleradoras en España
España cuenta con un ecosistema vibrante de startups, apoyado por una red diversa de aceleradoras que han impulsado el emprendimiento en múltiples sectores. Estas aceleradoras ofrecen programas personalizados que incluyen formación, mentoring, financiación y acceso a redes de contactos. A continuación, se destacan algunas de las más relevantes:
- Lanzadera: Fundada en 2013 por Juan Roig, presidente de Mercadona, y ubicada en Valencia, Lanzadera forma parte de Marina de Empresas. Ofrece programas gratuitos de aceleración que combinan formación en el modelo de Calidad Total de Mercadona, mentoring personalizado y acceso a financiación. Hasta 2024, ha apoyado a más de 1.100 startups y contribuido a la creación de 10.000 empleos.
- Wayra: Creada por Telefónica, Wayra opera en ciudades como Madrid y Barcelona. Está orientada a startups tecnológicas y ofrece financiación, mentoring y la posibilidad de integrarse en el ecosistema global de Telefónica.
- Plug and Play Spain: La filial española de esta aceleradora global tiene sede en Valencia. Se centra en conectar startups con corporaciones e inversores internacionales, ofreciendo oportunidades de crecimiento global.
- SeedRocket: Con sede en Barcelona, SeedRocket es una de las primeras aceleradoras tecnológicas en España. Desde 2008, ha ofrecido programas intensivos de formación y mentoring enfocados en startups digitales.
- Órbita: Localizada en Castellón y gestionada por el CEEI Castellón, Órbita es reconocida por su enfoque en startups innovadoras de alto impacto. Ofrece formación, mentoring y premios económicos para apoyar el crecimiento de las empresas.

#### Impacto
Estas aceleradoras han impulsado la creación de miles de empleos, facilitado rondas de financiación millonarias y conectado startups españolas con mercados globales. Su papel ha sido fundamental en la consolidación de España como un referente en el ecosistema emprendedor europeo.